# Vapula

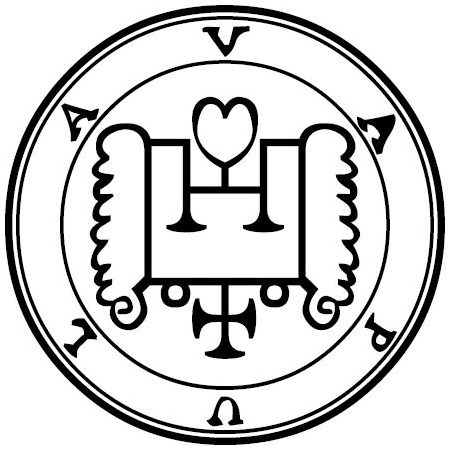
Selo de Vapula

Na demonologia, Vapula, ou Naphula, é um poderoso duque que comanda trinta e seis legiões de demônios, sendo o sexagésimo demônio na lista dos 72 Demônios da Goécia. Ele ensina Filosofia, Mecânica e ciências. Vapula pode ajudar por meio de inspiração uma pessoa para qual foi invocado, fazendo a pessoa em questão aprender coisas rapidamente, ajudando em exames, testes e estudos, além de ofícios manuais e fazer com que a pessoa converse de maneira inteligente sobre qualquer assunto. Vapula é retratado como um leão com asas coloridas, ou como um grifo.